# Мастерс, Уильям
Уильям Хауэлл Мастерс (англ. William Howell Masters, 27 декабря 1915[…], Кливленд, Огайо — 16 февраля 2001[…], Тусон, Аризона) — американский гинеколог и сексолог, наиболее известный как исследователь цикла сексуальных реакций человека. Работал вместе со своей второй женой Вирджинией Джонсон в группе, известной как Мастерс и Джонсон.

## Биография
Родился в Кливленде, Огайо, посещал школу и окончил колледж. Обучение в медицинской школе при университете Рочестера позволило Уильяму получить диплом врача. Он был членом студенческого братства Альфа Дельта Фи и после медицинской школы учился в университете Вашингтона в Сент-Луисе.
Вирджинию Джонсон он встретил в 1957 году, когда нанял её ассистентом. В 1971—1992 годах исследователи состояли в браке. В 1994 Уильям вышел на пенсию, в 2001 году умер в Тусоне, штат Аризона

## Научная деятельность и публикации
Мастерс в паре с Джонсон опубликовал множество работ, некоторые из которых стали бестселлерами, так как затрагивали тему секса, которая ранее была табуирована. Исследования учёными цикла сексуальных реакций человека, возбуждения и оргазма, сексуальных расстройств и дисфункций сделали их популярными авторами.

## В культуре
В телесериале «Мастера секса» о научном дуэте Мастерса и Джонсон Уильяма сыграл актёр Майкл Шин.

## Научные труды
- Sarrel P. M., Masters W. H. Sexual molestation of men by women. // Archives of Sexual Behavior. 1982. 11, 117–131. doi:10.1007/BF01541979 PMID 7125884